# Píseň neumírá s Máriem
Píseň neumírá s Máriem, hraná pod názvem Píseň neumírá, je opera o jednom dějství českého skladatele Jiřího Štěpánka na libreto Josefa Pávka. Poprvé byla uvedena 2. června 1985 ve Státním divadle Oldřicha Stibora v Olomouci.

## Vznik a charakteristika opery
Skladatel a hudební pedagog Jiří Štěpánek působil v letech 1948–1960 na Pedagogickém institutu v Karlových Varech a poté dlouhodobě na katedře hudební výchovy Pedagogické fakulty v Plzni. Ve své kompoziční tvorbě se soustavně věnoval operní tvorbě a napsal řadu oper na vlastní libreta podle různých literárních předloh, uvedeno však bylo se značným zpožděním až jeho Biblické panoptikum roku 1981 v Plzni. O rok později mu – podle Štěpánkových vzpomínek – jeho přítel, novinář a spisovatel Josef Pávek nabídl své nové libreto již s příslibem uvedení opery v olomouckém divadle a Štěpánek se příležitosti rád ujal, protože nechtěl psát další operu „do šuplíku“. Jednalo se o první Štěpánkovu operu psanou na cizí libreto a nikoli podle předem existující literární předlohy; Pávek se však již předtím osvědčil jako libretista oper Most Jarmila Burghausera a Růže pro Johanku Otmara Máchy.
Námět opery pod původním názvem Píseň neumírá s Máriem – příběh zpěváka protestsongů vězněného kdesi na Západě za uměleckou činnost vybízející k sociální revoluci – odpovídal normalizační představě „angažovaného“ umění; Štěpánek se ostatně prorežimní tvorbě nevyhýbal a těsně před touto operou dokončil rozhlasovou operu Lidé v Únoru. Nová opera byla připravována v úzké součinnosti s olomouckým divadlem, na konečném znění libreta se podíleli i předurčený režisér Jiří Glogar a šéf olomoucké opery dirigent Reginald Kefer, který rovněž upravil i partituru. Uvedena byla roku 1985 při příležitosti 40. výročí osvobození Československa Sovětskou armádou. O rok později ji olomoucká opera uvedla i v Praze (v Divadle na Vinohradech) v rámci festivalu Pražské jaro.
Některý tisk dílo hodnotil velmi pozitivně, nejpříznivěji Rudolf Vonásek v Rudém právu. Ten oceňoval skutečnost, že „osou romantického příběhu je hrdina bojující za sociálně spravedlivé myšlenky“, a vyjadřoval souhlas se základní myšlenkou: „Píseň neumírá, jestliže vyjadřuje společné myšlenky lidí bojujících za život proti těm, kteří jej rdousí.“ Vonásek chválil rovnou měrou libretistu i skladatele: „Libreto je jako stvořené k barvitému důmyslnému zhudebnění a inscenování. Bohatá, životná hudba není nikde samoúčelná, není neosobním komentářem dějů, ale zdůvodňuje život na scéně. Nabízí pěvcům, aby zpívali osvobozeně, přirozeně a opravdově.“ Píseň neumírá podle něj ukazuje jednu z cest soudobé opery.
Pozitivně se vyjádřili i například Miloslav Nekvasil v deníku Práce: „Hudba na zajímavý námět je napsána s kompoziční odborností, zaujme původností, a především skýtá příležitost k vytvoření moderního syntetického divadla. A to se podařilo vrchovatou měrou.“ Také Dagmar Henžlíková v časopise Květy vyzdvihovala sympatický záměr obou autorů „vytvořit moderní hudební divadlo nejen po stránce formální, ale i námětem ze současnosti“. Oceňovala původnost libreta i formální uspořádání libreta; skladatel podle ní „usiluje v díle o osobitý progresívní hudební projev využitím netradičních kompozičních postupů; výrazným prvkem v jinak jednolitém hudebním proudu jsou kytarová sóla improvizačního charakteru a protest-song několikrát zaznívající v Máriových výstupech“.
Odlišně se vyjádřili recenzenti specializovaných kulturních časopisů (např. Vladimír Hudec v Hudebních rozhledech – ale i v olomoucké Stráži lidu – a Eva Herrmannová v Tvorbě). Výhrady se vznesly již k libretu: podle Hudce bylo napsáno „s nespornou kulturou slova“, ale technika paralelních dějů, kterou libretista Pávek využil již v Burghauserově Mostu, tentokrát byla méně zdařilá. Reálná linie měla málo vlastního děje a vyčerpávala se pouhým rozhovorem, zdůrazněn byl více simultánní příběh, ale v něm se o společenské úloze Mária-básníka, která měla být hlavním tématem, jen vypráví a na jevišti se nejvíce prostoru věnuje jeho milostnému příběhu. To, v čem viděla Henžlíková „divadelně působivé romantizující prvky“, kritizoval Hudec jako „postupy a scény, které přinejmenším zavánějí operním klišé“, a Hermannová jako děj „nepůvodní, příliš poplatný fabulím staré romantické opery“. Podle ní je navíc „postava dvojníkového Mária značně neujasněná a vlastně velmi pasívní, celek pak vykonstruovaný a notně plakátový“.
Přísnějšího posouzení se dočkala zejména hudba. Štěpánek nevyužil prvky, které libreto nabízelo – například hudební rozlišení reálné a imaginární dějové linie nebo využití některé melodie jako titulní „Máriovy písně“ propojující oper ve funkci leitmotivu nebo refrénu. Hudec soudil, že „Náročného úkolu diferencovat a dramaticky propojit obě paralelní a prolínající se dějové roviny i libretem nabídnuté psychologické a dramatické vazby jejich protagonistů […] se skladatel zhostil dosti rozpačitě a schematicky.“ Civilní scény ve vězení z větší části mluvené, jen Mário je charakterizován „mluvozpěvem jeho protest-songů“ (jeho charakeristiku písničkáře doplňují i kytarová sóla, která v divadle hrál Antonín Schindler mladší), zatímco simultánní příběh Štěpánek „naplnil expresívním parlandem, zatěžkaným přemírou intervalových skoků, ne vždy zdůvodněným dramatizujícím opakováním slov a hutnou instrumentací, tedy prostředky, které vnesly do hudby permanentní neklid, ale její harmonické vyrovnanosti příliš neposloužily.“ Operu obecně označil za „poctivý, ale v mnohém vnějškový experiment“. I Herrmannová zpochybňovala hodnotu Štěpánkovy „sice velmi expresívní, v podstatě však málo invenční a – zřejmě vlivem stereotypních intervalových skoků – jako by stále nervózně těkající hudby“ a při ocenění jistě pracného nastudování obtížného díla si kladla otázku, zda si to Štěpánkova partitura vůbec zasloužila.
Ani poměrně vynalézavá režie s účastí živého vlčáka, všeobecně oceňovaná výprava Karla Zmrzlého a skutečnost, že se členové olomouckého divadla „za Štěpánkův pokus o soudobé hudební divadlo angažovaně a zaníceně postavili“, nepřinesla opeře Píseň neumírá diváckou oblibu; při pražském představení bylo „hlediště zaplněno jen zpola“ a po skončení olomoucké řady repríz se již na žádné scéně neobjevila. Publikace Česká scénografie ji s malým odstupem zmiňuje jako „nepříliš zdařilou současnou operu“. Bezprostředně po zkušenosti s operou Píseň neumírá zhudebnil Štěpánek další Pávkovo libreto Tvář za vějířem na motivy života Boženy Němcové, kterou měla uvést opera v Českých Budějovicích. K inscenaci, plánované na rok 1987, však nakonec nedošlo.

## Osoby a první obsazení
| osoba                         | hlasový obor  | premiéra (2. června 1985)          |
| ----------------------------- | ------------- | ---------------------------------- |
| Marta Demartiniová, obhájkyně | mezzosoprán   | Jana Regalová                      |
| Mário                         | baryton       | Jiří Horký / Vladimír Kyas         |
| Marta, Jakubova žena          | soprán        | Petruše Cimburková / Olga Koubková |
| Prefekt                       | tenor         | Ladislav Malínek                   |
| Sylvie, Máriova žena          | soprán        | Jana Majtnerová / Irena Vašíčková  |
| Torelli                       | bas           | Vladimír Třebický                  |
| Hostinský                     | tenor         | Jan Koubek                         |
| Michal                        | baryton       | Hynek Maxa                         |
| David                         | tenor         | Konrád Tuček                       |
| Jakub                         | bas           | Josef Šulista                      |
| Martina matka                 | mezzosoprán   | Amálie Kadlčíková / Olga Koubková  |
| První rybář                   | tenor         | Ondřej Doležal                     |
| Druhý rybář                   | tenor         | Zdeněk Kadlčík                     |
| Třetí rybář                   | bas           | Adolf Loub                         |
| Josef                         | tenor         | Augustin Horký                     |
| Dirigent:                     | Dirigent:     | Reginald Kefer                     |
| Režie:                        | Režie:        | Jiří Glogar                        |
| Scéna:                        | Scéna:        | Karel Zmrzlý                       |
| Kostýmy:                      | Kostýmy:      | Iva Benáčková                      |
| Choreografie:                 | Choreografie: | Kateřina Pelzerová                 |

## Děj opery
Děj opery se odehrává ve dvou rovinách, které se v jejím průběhu prolínají způsobem filmového střihu. První z nich tvoří převážně rozhovory mezi revolucionářem a písničkářem Máriem, který byl za své politické protestsongy proti reakčnímu režimu zatčen a ve věznici očekává svůj proces, a jeho ex offo obhájkyní Martou. Mário se snaží Martu přesvědčit o správnosti svých ideálů a na ilustraci jí vypráví příběh starý údajně několik století o básníkovi Máriovi, který vede vzbouření chudých jadranských rybářů proti vykořisťování a bezpráví. I v něm vystupuje Marta, avšak jako Máriova milenka a žena strážce majáku, zatímco Máriova zrádná žena Sylvie – ve vyprávěném příběhu stejně jako zřejmě i ve skutečnosti – si dává dostaveníčka s policejním prefektem, představitelem moci, který dal Mária uvěznit. Když v příběhu dojde na bombu, která má prefekta zabít (která je vlastně zbytečná, protože prefekt krátce před výbuchem podlehl srdečnímu záchvatu), zazní skutečné rány: signál, že Máriovi příznivci přepadli věznici s úmyslem písničkáře osvobodit. Ale pokus se nezdaří a Mário – stejně jako v příběhu – i ve skutečnosti umírá, zasažen kulkou z policejního samopalu. Mezitím se mu však postupně podařilo získat porozumění a náklonnost advokátky Martu, která konstatuje, že Máriova píseň bude žít dále.

## Instrumentace
Dvě flétny, dva hoboje, dva klarinety, dva fagoty; čtyři lesní rohy, dvě trubky, tři pozouny, tuba; tympány, bicí souprava; kytara; smyčcové nástroje (housle, violy, violoncella, kontrabasy).